# Катхалия
Катхалия (бенг. কাঁঠালিয়া, англ. Kathalia) — город на юге Бангладеш, административный центр одноимённого подокруга. Площадь города равна 7,42 км². По данным переписи 2001 года, в городе проживало 8205 человек, из которых мужчины составляли 50,36 %, женщины — соответственно 49,64 %. Плотность населения равнялась 1106 чел. на 1 км². Уровень грамотности населения составлял 52,6 % (при среднем по Бангладеш показателе 43,1 %). 